# Matthias Langkamp
Matthias Langkamp (Spira, 24 febbraio 1984) è un ex calciatore tedesco, di ruolo difensore.

## Biografia
È fratello di Sebastian, anche lui calciatore.

## Carriera
Ha iniziato la sua carriera come calciatore professionista nel 2004 con l'Arminia Bielefeld, giocando 22 partite in Bundesliga con la squadra della Vestfalia. Per la stagione 2005-2006, viene acquistato dal Wolfsburg. Nella stagione 2006-2007, è stato ceduto in prestito agli svizzeri del Grasshoppers.
Nella stagione 2007-2008, Langkamp ha fatto ritorno all'Arminia Bielefeld, firmando un contratto annuale. A causa del suo lungo stop per infortunio, l'amministratore delegato Detlev Dammeier e l'allenatore Michael Frontzeck hanno deciso di non prolungare il contratto in scadenza. Dopo essere rimasto svincolato dall'Arminia Bielefeld, Langkamp si è accasato ai greci del Paniōnios in vista della stagione 2008-2009.
L'anno dopo ha fatto ritorno in Germania, al Karlsruhe, dove giocava anche suo fratello minore Sebastian. Ha firmato un contratto valido fino al giugno 2011. Tuttavia, decise di non prolungarlo e di ritirarsi dall'attività agonistica.

## Statistiche

### Presenze e reti nei club
| Stagione         | Squadra           | Campionato       | Campionato | Campionato | Coppe nazionali | Coppe nazionali | Coppe nazionali | Coppe continentali | Coppe continentali | Coppe continentali | Altre coppe | Altre coppe | Altre coppe | Totale | Totale |
| Stagione         | Squadra           | Comp             | Pres       | Reti       | Comp            | Pres            | Reti            | Comp               | Pres               | Reti               | Comp        | Pres        | Reti        | Pres   | Reti   |
| ---------------- | ----------------- | ---------------- | ---------- | ---------- | --------------- | --------------- | --------------- | ------------------ | ------------------ | ------------------ | ----------- | ----------- | ----------- | ------ | ------ |
| 2004-2005        | Arminia Bielefeld | BL               | 22         | 0          | CG              | 2               | 0               |                    | -                  | -                  |             | -           | -           | 24     | 0      |
| 2005-2006        | Wolfsburg         | BL               | 1          | 0          | CG              | 0               | 0               | Int                | 0                  | 0                  |             | -           | -           | 1      | 0      |
| 2006-2007        | Grasshoppers      | ASL              | 12         | 1          | CS              | 1               | 0               | Int+CU             | 4+2                | 0                  |             | -           | -           | 19     | 1      |
| 2007-2008        | Arminia Bielefeld | BL               | 13         | 0          | CG              | 0               | 0               |                    | -                  | -                  |             | -           | -           | 13     | 0      |
| 2008-2009        | Paniōnios         | SL               | 9          | 0          | CG              | 2               | 0               | Int                | 2                  | 0                  |             | -           | -           | 13     | 0      |
| 2009-2010        | Karlsruhe         | 2L               | 11         | 2          | CG              | 1               | 0               |                    | -                  | -                  |             | -           | -           | 12     | 2      |
| 2010-2011        | Karlsruhe         | 2L               | 26         | 2          | CG              | 0               | 0               |                    | -                  | -                  |             | -           | -           | 26     | 2      |
| Totale Karlsruhe | Totale Karlsruhe  | Totale Karlsruhe | 37         | 4          |                 | 1               | 0               |                    | -                  | -                  |             | -           | -           | 38     | 4      |
| Totale carriera  | Totale carriera   | Totale carriera  | 94         | 5          |                 | 6               | 0               |                    | 8                  | 0                  |             | -           | -           | 108    | 5      |